# Lim Eun-soo
Lim Eun-soo (Hangul: 임은수; nacida el 26 de febrero de 2003) es una patinadora artística sobre hielo surcoreana. Ganadora del oro del Campeonato nacional de Corea del Sur de 2017 y medallista de bronce en las ediciones de 2016 y 2018. Medallista de plata de la prueba de Grand Prix Júnior de 2017 en Austria.

## Carrera
Comenzó a patinar en 2009 y desde el año 2014 fue entrenada por Chi Hyun-jung. En su país, su primera competición fue el Campeonato de Corea del Sur de 2016, donde ganó la medalla de bronce. Hizo su debut en las pruebas del Grand Prix Júnior, en su primera prueba en septiembre de 2016 en Eslovenia, terminó en cuarto lugar. En la siguiente prueba en Alemania, ganó la medalla de bronce. En el Campeonato del Mundo en categoría júnior finalizó en cuarto lugar con una mejor marca personal en su carrera.
Ganó la medalla de plata en el Trofeo del Abierto de Asia de 2017 y también en la prueba de Grand Prix Júnior en Austria. En el siguiente evento de Grand Prix Júnior en Gdansk tuvo problemas en su programas corto y libre, perdiendo la oportunidad de calificar a la final. En enero de 2018 logró el tercer puesto en el campeonato nacional de su país y fue elegida para el equipo coreano que participó en el Campeonato del Mundo Júnior de 2018, donde finalizó en quinto lugar. En abril de 2018 se anunció que Lim va a comenzar a entrenar con Rafael Arutyunyan en California, Estados Unidos.

### Programas
|           | Programa corto                                                        | Programa libre                                                             | Exhibición                                          |
| --------- | --------------------------------------------------------------------- | -------------------------------------------------------------------------- | --------------------------------------------------- |
| 2018-2019 | Somewhere in Time de John Barry (coreografía de Jeffrey Buttle)       | Chicago (película) (coreografía de Akiko Suzuki)                           |                                                     |
| 2017-2018 | Rich Man's Frug de Cy Coleman, Dorothy Fields                         | Grand Guignol, Libertango de Astor Piazzolla (coreografía de Cindy Stuart) | Swish Swish de Katy Perry (coreografía de Misha Ge) |
| 2016-2017 | Bésame Mucho de Thalía (coreografía de Shin Yea-ji)                   | Miss Saigon de Claude-Michel Schönberg (coreografía de Alex Chang)         | Let's Have a Kiki de Glee                           |
| 2015-2016 | Rab Ne Bana Di Jodi de Salim-Sulaiman (coreografía de Kenji Miyamoto) | The Artist de Ludovic Bource (coreografía de Cindy Stuart)                 | Let's Have a Kiki de Glee                           |

### Resultados detallados

#### Nivel sénior
- Mejores marcas personales aparecen en negrita

| Temporada 2018-2019         | Temporada 2018-2019                                          | Temporada 2018-2019 | Temporada 2018-2019 | Temporada 2018-2019 | Temporada 2018-2019 |
| Fecha                       | Evento                                                       | Programa corto      | Programa libre      | Total               |                     |
| --------------------------- | ------------------------------------------------------------ | ------------------- | ------------------- | ------------------- | ------------------- |
| 18–24 de marzo de 2019      | Campeonato Mundial de Patinaje Artístico sobre Hielo de 2019 | 5 72.91             | 10 132.66           | 10 205.57           |                     |
| 7-10 de febrero de 2019     | Campeonato de los Cuatro Continentes de 2019                 | 4 69.14             | 8 122.71            | 7 191.85            |                     |
| 11–13 de enero de 2019      | Campeonato Nacional de Corea del Sur 2018                    | 2 67.14             | 2 127.06            | 2 194.20            |                     |
| 16–18 de noviembre de 2018  | Copa Rostelecom 2018                                         | 6 57.76             | 3 127.91            | 3 185.67            |                     |
| 9-11 de noviembre de 2018   | Trofeo NHK 2018                                              | 4 69.78             | 6 126.53            | 6 196.31            |                     |
| 12–16 de septiembre de 2018 | CS International Classic de Estados Unidos 2018              | 2 64.85             | 2 122.45            | 2 187.30            |                     |
| 1–5 de agosto de 2018       | Abierto de Asia 2018                                         | 1 68.09             | 2 116.24            | 1 184.33            |                     |

#### Nivel júnior
- Mejores marcas personales aparecen en negrita

| Temporada 2017-2018                     | Temporada 2017-2018                         | Temporada 2017-2018 | Temporada 2017-2018 | Temporada 2017-2018 | Temporada 2017-2018 |
| Fecha                                   | Evento                                      | Nivel               | Programa corto      | Programa libre      | Total               |
| --------------------------------------- | ------------------------------------------- | ------------------- | ------------------- | ------------------- | ------------------- |
| 5–11 de marzo de 2018                   | Campeonato del Mundo Júnior de 2018         | Júnior              | 5 62.96             | 6 122.16            | 5 185.12            |
| 5–7 de enero de 2018                    | Campeonato de Corea del Sur de 2018         | Sénior              | 2 66.10             | 4 119.78            | 3 185.88            |
| 4–7 de octubre de 2017                  | Grand Prix Júnior de 2017-2018 en Polonia   | Júnior              | 4 58.60             | 5 103.98            | 4 162.58            |
| 31 de agosto al 2 de septiembre de 2017 | Grand Prix Júnior de 2017-2018 en Austria   | Júnior              | 2 64.79             | 2 121.55            | 2 186.34            |
| 2–5 de agosto de 2017                   | Trofeo Abierto de Asia de 2017              | Júnior              | 3 58.43             | 2 118.82            | 2 177.25            |
| Temporada 2016-2017                     |                                             |                     |                     |                     |                     |
| Fecha                                   | Evento                                      | Nivel               | Programa corto      | Programa libre      | Total               |
| 15–19 de marzo de 2017                  | Campeonato del Mundo Júnior de 2017         | Júnior              | 4 64.78             | 4 116.03            | 4 180.81            |
| 6–8 de enero de 2017                    | Campeonato de Corea del Sur de 2017         | Sénior              | 1 64.53             | 1 127.45            | 1 191.98            |
| 5–9 de octubre de 2016                  | Grand Prix Júnior de 2016-2017 en Alemania  | Júnior              | 2 63.83             | 5 109.38            | 3 173.21            |
| 21–25 de septiembre de 2016             | Grand Prix Júnior de 2016-2017 en Eslovenia | Júnior              | 6 55.88             | 3 111.03            | 4 166.91            |
| 4–5 de agosto de 2016                   | Trofeo Abierto de Asia de 2016              | Júnior              | 2 60.61             | 3 108.44            | 3 169.05            |
| Temporada 2015-2016                     |                                             |                     |                     |                     |                     |
| Fecha                                   | Evento                                      | Nivel               | Programa corto      | Programa libre      | Total               |
| 8–10 de enero de 2016                   | Campeonato de Corea del Sur de 2016         | Sénior              | 4 59.33             | 3 116.64            | 3 175.97            |
| Temporada 2014-2015                     |                                             |                     |                     |                     |                     |
| 7–9 de enero de 2015                    | Campeonato de Corea del Sur de 2015         | Sénior              | 8 51.10             | 10 89.53            | 9 140.63            |
| Temporada 2013-2014                     |                                             |                     |                     |                     |                     |
| 3–5 de enero de 2014                    | Campeonato de Corea del Sur de 2014         | Júnior              | 1 48.90             | 6 82.46             | 4 131.36            |
| 8–11 de agosto de 2013                  | Trofeo Abierto de Asia de 2013              | Amateur             |                     | 1 41.97             | 1 41.97             |
| Temporada 2012-2013                     |                                             |                     |                     |                     |                     |
| 4–6 de enero de 2013                    | Campeonato de Corea del Sur de 2013         | Amateur             | 7 27.20             | 3 50.32             | 4 77.52             |